# Spoorlijn Orval-Hyenville - Regnéville
De spoorlijn Orval-Hyenville - Regnéville was een Franse spoorlijn van Orval sur Sienne naar Regnéville-sur-Mer. De lijn was 8,5 km lang en heeft als lijnnummer 416 000.

## Geschiedenis
De lijn werd geopend door de Compagnie des chemins de fer de l'Ouest op 3 augustus 1902, tot 19 april 1934 was er personenvervoer en tot 1 februari 1941 ook goederenvervoer. Daarna is de lijn gesloten en opgebroken.

## Aansluitingen
In de volgende plaats was er een aansluiting op de volgende spoorlijn:
Orval-Hyenville
RFN 415 000, spoorlijn tussen Lison en Lamballe

## Galerij

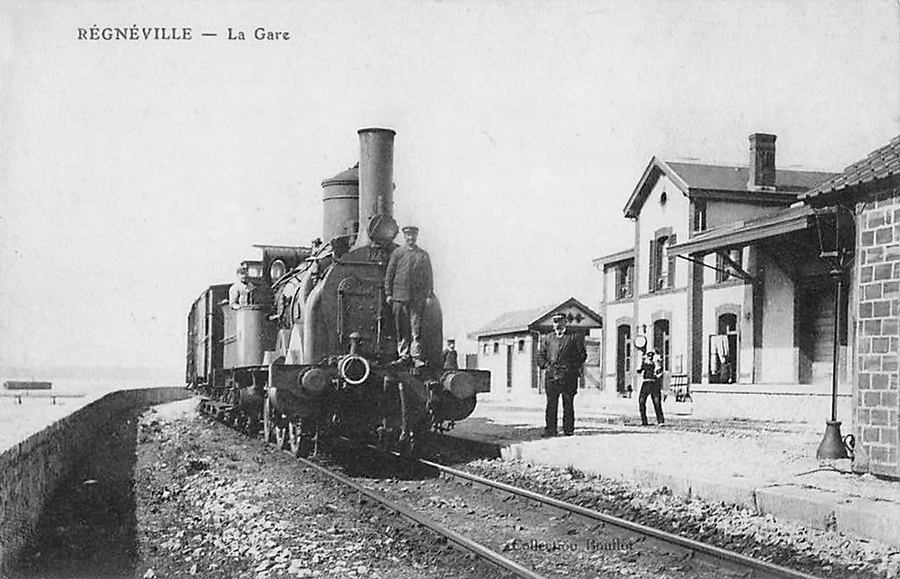
Station Regnéville begin 20e eeuw